# Mycena purpureofusca
Mycena purpureofusca é uma espécie de cogumelo da família Mycenaceae. É encontrado na Europa e na América do Norte.